# Наполеонови ратови
Наполеонови ратови започели су серију глобалних конфликта за време владавине Наполеона Бонапарте Француском (1804—1815). Ови ратови су ојачали војске Европе као и неке друге војне системе. Француско царство брзо је расло и убрзо је освојило велики део Европе, али је након катастрофалне неуспеле инвазије на Русију почео њен пад.
За то време, Шпанија је почела да се ослобађа француске окупације и преузима контролу над својим колонијама, што је закуцало темеље националистичким револуцијама у Латинској Америци.
Не постоји тачан запис о томе кад су се Француски револуционарни ратови завршили, а када су Наполеонови ратови почели. Могући датуми укључују:
9. новембар 1799. — Наполеон почиње владавину над Француском
18. мај 1803. — Британија и Француска прекидају мир у Европи
2. децембар 1804. — Наполеон крунисан за цара.
Неке од важних битака су :
битка код Аустерлица 1805.
битка код Трафалгара 1805.
Бородинска битка 1812.
битка код Лајцига 1813.
битка код Ватерло-а 1815. (пораз Наполеона Бонапарте)
битка код Јене-а, Ауерштат-а, Фридланд-а 1806-1807
Наполеонови ратови су се завршили Наполеоновим коначним поразом у бици код Ватерлоа 18. јуна 1815. и други Париским споразумом потписаним 20. новембра 1815.

## Увод
Још на јесен 1799. године Французи су зауставили офанзиву коалиције. Руски цар Павле I Романов повлачи се из коалиције, док Британија, Напуљ и Аустрија настављају ратовање. Француска војска у Италији била је у тешком стању. Командант Масена био је опседнут у Ђенови, без намирница и муниције. Наполеон се преко Швајцарске упутио за Италију и напао Аустријанце са леђа. Они су му кренули у сусрет. До битке је дошло 14. јуна 1800. године код Маренга. Битка се развијала неповољно по Французе. Ствар је спасао генерал Луј Дезе који се самоиницијативно окренуо и ступио у помоћ Наполеону чиме је преокренуо битку. У бици је, међутим, изгубио живот. Истог дана, у Египту је извршен атентат на команданта француских снага, Жан-Батист Клебера, чијом смрћу је рат у Египту изгубљен. Након битке код Маренга, обновљена је Цисалпинска република, а тежиште операција пренето је у Немачку. Тамо је генерал Моро однео другу велику победу у овом делу рата, у бици код Хоенлиндена. Аустрија је након овог пораза приморана на мир. Мир је потписан у Линевилу код Нансија 9. фебруара 1801. године. Наполеон се задовољио аустријским признавањем Цисалпинске републике. Французима је враћена Луизијана, признато им је право на Белгију и на читаву леву обалу Рајне. Само десет дана касније из Друге коалиције излази Напуљска краљевина након потписивања мира у Фолињу. Друга коалиција је тиме престала да постоји јер је у рату остала само Британија. Руски цар Павле, придобијен од Наполеона, оснива Лигу неутралних земаља које се нису хтеле мешати у рат Француске и Британије. Лига је у овом тренутку више погодовала Француској. Британци су инспирисали и помогли атентат у коме је убијен руски цар Павле. Поморским нападом и бомбардовањем Копенхагена разбијена је Лига неутралних.
Французи се 1801. године повлаче из Египта. Преговори су се отегли око Малте, холандских колонија и Египта. Мир је коначно закључен 25. марта 1802. године у Амијену. Енглези су вратили све колоније заузете од 1793. године сем Цејлон и Тринидад. Египат је враћен Османском царству, а Малта реорганизованом реду Јовановаца, али под заштитом шест великих европских сила. Јонска острва стекла су аутономију од султана и названа су незванично „Република седам острва“.
На Бонапартин захтев, Државни савет је расписао плебисцит на коме је народ требало да се изјасни по питању: Да ли Наполеон треба да буде доживотни конзул?. Наполеон је добио жељени одговор. Француски устав је том приликом измењен. Ојачана је власт првог конзула. Омогућено му је да именује наследника, а плата му је повећана 12 пута. Наполеон се постепено претварао у монарха.
Током 1801. и 1802. године Наполеон склапа повољни трговински споразум са Напуљем, док споразум са Енглеском (попут оног из 1786. године) одбија. Повећавају се царине за британску робу. Обновљеној Цисалпинској републици је 1802. године наметнут устав (по узору на француски) којим је власт предата председнику републике. На то место изабран је Наполеон који је променио и име државе у Италијанску републику наговештавајући тиме свој план да уједини Апенинско полуострво. Лигурска (Ђеновљанска република) обновљена је 1800. године да би 1805. године била званично припојена Француској. Слично се десило и Парми и Пијемонту. Наполеон је 1802. године запосео целу Швајцарску стварајући Хелветску конфедерацију. Батавијска република је после покушаја устанка 1801. године чвршће везана за Француску.
Линевилским уговором Бонапарта је стекао право да интервенише у немачким државама по питању обештећења немачким кнежевима за губитке претрпљене на левој обали Рајне. Бонапарта је тако намеравао да потпуно преуреди Свето римско царство. Одштета кнежевима могла се најједноставније, према Бонапартином мишљењу, решити секуларизацијом црквених имања. Цар и Русија су пристали. Царским указом укинуте су све црквене кнежевине сем три најбитније: Архиепископија Мајнц, Малтешког и Тевтонског реда. Укинуте су стотине малих држава и 45 од укупно 51 слободног града. Њихове територије расподељене су између Баварске, Бадена, Хановера и Аустрије. Наговештава се распад Царства. Наполеон је успео да на положај председника Рајхстага постави себи оданог архиепископа Далберга из Мајнца. Цар Франц II је био решен да кида савез. Британци су одбили да евакуишу Малту. Тако је 1803. године обновљен рат у Европи.

## Обнова рата са Британијом
Рат Француске и Велике Британије обновљен је маја 1803. године. Оружани сукоби су, међутим, почели тек следеће године. Ова фаза Наполеонових ратова (против треће и четврте коалиције) трајаће до потписивања Тилзитског мира 1807. године. Обележава је доминација Француза на копну, а Британаца на мору. Француска је почетком века била прва европска држава која је увела општу војну обавезу, због чега је њена војска између 1800. и 1812. године бројала и до милион људи. Наоружање је било старо до 1812. године. Коришћени су топови са којима се 1792. године ушло у Револуционарне ратове. Тек пред поход на Русију Наполеон је започео са модернизацијом војске, али је није спровео до краја. Почетком 19. века ниједна копнена армија на свету није се могла мерити са француском. Британија тада није имала више од 95.000 војника. Артур Велсли, војвода од Велингтона, започео је сређивање Врховне команде британске војске последњих година ратовања. Британија је имала апсолутно супериорнију флоту у односу на Француску и све њене савезнице заједно. Однос је био 250 према 130 линијских бродова. Њени бродови су били и бољег квалитета од француско-шпанских.

### Битка код Трафалгара
Англо-француско ратовање 1803-4. године сводило се на мање поморске чарке. Енглези нападају француске и холандске колоније. Французи због тога заузимају Хановер, посед енглеског краља. Наполеон је 1803. године дошао на идеју о инвазији на Британска острва. Због тога је у Булоњском логору започео са концентрацијом плитких бродова који би на острва пребацили 150.000 војника. Енглези преговарају са Русијом и са царем Александром 1805. године склапају уговор о савезу. Наполеон је 1804. године придобио Шпанију на своју страну. Наполеонов план био је да великом шпанско-француском флотом код Антила намами британску флоту, док би у року од 8 дана, у највећој брзини, Французи пребацили своју војску из Булоња у јужну Енглеску и заузели Лондон. Команда над целим походом поверена је Пјеру Вилневу. Јуна 1805. године у Карипском мору нашле су се британска и француска флота. Вилнев је био много слабији од Нелсона те се уплашен повукао ка Европи. Тако је Наполеонов план пропао. Вилнев се са флотом склонио у шпанске луке. Тамо га је дочекало наређење да отплови у Ламанш. Међутим, уместо да крене ка северу, кренуо је ка југу ка Кадизу где су га Енглези блокирали. Поморска експедиција Наполеона је пропала, а у Европи је већ била створена трећа коалиција. У њу, поред Русије и Британије, ступају Аустрија, Напуљ и Шведска.
Наполеон је наредио Вилневу да се врати у Тулон где ће бити смењен. Вилнев је тада добио луду храброст те је код Трафалгара, у близини Кадиса, јурнуо на опремљенију, али малобројнију Нелсонову флоту. Битка код Трафалгара једна је од највећих у поморској историји. Трајала је цео дан (20. октобар 1805) и завршена је поразом, и готово потпуним уништењем француско-шпанске флоте. Све до пада Наполеон није успео да обнови какву-такву равнотежу на мору.

## Трећа коалиција
После катастрофе код Трафалгара, Наполеон је повукао своју војску из Булоњског логора и упутио је на Рајну коју су француски војници прешли на јесен 1805. године. Наполеон је настојао да спречи сједињење армија коалиције и да се са сваком чланицом сукоби посебно. Први су на реду били Аустријанци. Насупрот Французима стојале су три армије под надвојводом Карлом (северна Италија), надвојводом Јоханом (Тирол) и генералом Маком (Улм на Дунаву). Наполеон је разбио Макову армију недалеко од Улма октобра 1805. године (пет дана пре Трафалгара). Наполеону је отворен пут ка Бечу. Он је у аустријску престоницу ушао 13. новембра. Аустријанци не признају пораз очекујући руску помоћ. У близини Брна скупило се преко 100.000 Руса и Аустријанаца. Наполеон их је напао са 75.000 људи. Битка је вођена 2. децембра 1805. године код села Аустерлица. Њој су присуствовала три цара. Француска војска однела је велику победу. Аустрија нуди преговоре о миру. Мир је закључен 27. децембра у Пожуну (Братислави) и њиме се Аустријанци одричу свих територија у Италији и на јадранској обали. Венеција, Истра и Далмација падају у руке Француза и ове територије су 1806. године прикључене Краљевини Италији. Свето римско царство престало је да постоји. Дотадашње аустријске територије у Немачкој раздељене су француским савезницама Баварској, Виртембергу и Бадену. Наполеон је 1806. године заузео и Напуљ и за краља поставио свог старијег брата Жозефа. Бурбони беже на Сицилију. Пожунски мир учврстио је Наполеонову доминацију над Италијом и довео је Французе на Балкан. 
Наполеон се посветио приликама у Немачкој. Године 1806. основао је Велико војводство Берг са центром у Дрездену. Јула исте године прогласио је стварање Рајнске конфедерације коју су чиниле Баварска, Виртемберг, Баден, Берг и још дванаест мањих државица. Наполеон је за себе узео титулу протектора Конфедерације. Заједнички парламент Конфедерације налазио се у Франкфурту на Мајни.

## Четврта коалиција
Закључењем Пожунског мира распала се трећа коалиција. Британија је остала у рату са Француском. Једина европска сила која је остала неутрална била је Пруска. Обе стране отпочеле су преговоре са пруским краљем. Фридрих Вилхелм III је пришао Енглезима те је тако створена четврта коалиција (Британија, Пруска, Русија и Шведска). Пруска војска бројала је 200.000 војника. Наполеон је на новог противника упутио две армије: под маршалом Нејом (са ким је био и Наполеон) и Давуом. Дана 14. октобра вођене су две велике битке: код Јене и Ауерштата. Пруси су разбијени у обе битке. Изгубили су много војника и оружја. Наполеон је 27. октобра ушао у Берлин. Пруси су очекивали помоћ од Руса. Наполеон их је напао. По први пут француски цар ратује у равницама Источне Европе. Операције су вођене у зимским и пролећним месецима следеће године. Једна од најкрвавијих битака Наполеонових ратова вођена је 8. фебруара 1807. године код Пројсиш Ајлауа. Французи су однели победу, али уз велике губитке. Наполеон остваја луку Данциг (Гдањск), центар британске трговине у овом делу Европе. Нова руска офанзива на пролеће 1807. године заустављена је у још једној крвавој бици, код Фридленда 14. јуна. Обе стране су због великих губитака били спремни на преговоре. Они су резултирали склапањем Тилзитског мира на лето 1807. године.
Тилзитски мир у ствари представља два мировна споразума, са Русијом и Пруском. Пруској је одузет велики део територија са половином становништва (5 од 10 милиона). Она губи све територије лево од реке Елбе и све територије добијене у поделама Пољске. Од пољских територија Наполеон је формирао Велико Варшавско Војводство које је дао саксонском краљу на управу. Од територија западно од Елбе формирао је Краљевину Вестфалију где је за краља поставио свог млађег брата Жерома. Русија се обавезала да напусти Јонска острва и Боку Которску, Влашку и Молдавију и да закључи мир са Османским царством. Ако султан не буде прихватио мир, Наполеон и Александар би освојили и поделили Османско царство. Тајни споразум предвиђао је улазак Русије у Континентални савез. Наполеон је добио одрешене руке на западу, а Александар на истоку.

## Континентална блокада
Након рата против треће и четврте коалиције, Наполеон је изашао као победник над свим противницима, сем над Британијом. Обе стране су прихватиле економска средства борбе још од избијања Револуционарних ратова. Британски бродови пресрећу француске, контролишу их и често плене. Французи енглеску робу затварају у луке. Током рата треће коалиције, Енглези су поморску блокаду проширили на Северно море (1805). Наполеон је тада био заузет те је реаговао тек након заузећа Берлина. Новембра 1806. године издао је Берлински декрет о забрани увоза енглеске робе у Европу. Берлински декрет створио је основе тзв. Континенталног система. Наполеон се правдао како Енглези не поштују слободу мора и људска права. Својим савезницама и француским сателитским државама забранио је сваку комуникацију са Британијом, чак и путем поште. Сваког Енглеза кога затекну у Европи Французи су сматрали ратним заробљеником. Сви енглески бродови су заплењени. 
Британија је одговорила на Берлински декрет забраном извоза у Европу чиме је настојала да је лиши колонијалних производа. Циљ Наполеона био је да Британију лиши тржишта у Европи и тако изазове хиперпродукцију, незапосленост и општу друштвену нестабилност.
Британска влада након Берлинског декрета шири поморску блокаду на све државе потписнице. Наполеон је 1807. године Миланским декретом проширио блокаду. Блокада је имала последице у привредном животу и Британије и Европе. Након склапања Тилзитског мира повећана је контрола примене Берлинског декрета. На северу је једино Шведска остала ван блокаде те је Гетеборг постао стециште британске робе. Малта је постала центар кријумчарске трговине. Конгрес САД забранио је америчким бродовима да плови у било коју инострану луку без посебне дозволе председника. То је јаче погодило Британију него Француску. Њен извоз је 1808. године опао за 80%. Привреда страда због хиперпродукције и због недостатка сировина. Међутим, узнемирења су била много мања него што је Наполеон желео и очекивао. Британија је опстала.

## Пиринејско полуострво
Континентална блокада могла је успети само ако се британској трговини не остави ниједан пролаз у Европи. Такав пролаз постојао је у Португалији која није пристајала да приђе Континенталном савезу. Шпански први министар Годој подстицао је Наполеона да објави рат Португалији. Наполеонов ултиматум је одбијен те је француски цар склопио са Шпанијом уговор у Фонтенблоу о подели португалских територија (1807). Већ новембра 1807. године француска армија је у Лисабону. Регент и полулуда краљица Марија беже у Бразил. У шпанском народу владало је велико незадовољство шпанским министром Годојом. На интервенцију Наполеона спречен је сукоб краља Карла IV, престолонаследника Фердинанда и Годоја. Међутим, већ марта 1808. године избија устанак у Шпанији. Годој је ухапшен јер је „продао земљу Французима“. Карло је абдицирао, а Фердинанд је проглашен за краља. Устанак се проширио на Мадрид. Наполеонов маршал Мира је умарширао у шпанску престоницу. Нови устанак избацио је Французе из Мадрида у који Фердинанд тријумфално улази. Наполеон је позвао Карла, Фердинанда и Годоја у Бајон где је прогласио свргавање Бурбона и да је шпански престо упражњен. На њега је инсталирао свог брата Жозефа. Мира је добио његову Напуљску краљевину. Наполеон је Шпанцима даровао устав, али устанак није угушен.
Почетком 1808. године под власт Француске дошло је цело Апенинско полуострво. Тада је Француској припојена Етрурска краљевина (краљица је обештећена поседима у Португалу), Војводство Парма, област Марке и остаци Папске државе. Папа је лишен световне власти, а кардинали су истерани из Рима.
Маја 1808. године избио је антифранцуски устанак у Мадриду. Већ после три недеље цела Шпанија је у пламену устанка. Континентална блокада погодила је шпанску привреду и повећала беду и незадовољство народа. Антифранцуски фронт чинили су широки слојеви крупне, средње и ситне буржоазије и сељаштво. У свакој области Шпаније формирана је устаничка хунта састављена од црквених прелата, племића и мањег броја представника буржоазије. До лета 1808. године почиње њихово повезивање и тражење помоћи од Британије која је и стигла. Наполеон није у почетку озбиљно схватао устанак. Међутим, командант Дипон је јула 1808. године доживео велики пораз код Бајлена, највећи пораз Наполеонове војске од 1799. године уз Трафалгар. Пораз код Бајлена подстакао је устанке против Наполеона широм Европе. Французи су протерани и из Португала. Намесник Жино потписао је капитулацију.
Краљ Жозеф није успео да се одупре устаницима. Подржавао га је мањи број либерала, подругљиво названих афранчесадоси. Наполеонов брат напустио је Мадрид и побегао преко Ебра. Покушај образовања централне хунте за борбу против непријатеља није успео. Наполеон у Шпанији ратује током зиме. Ликвидира једну по једну хунту и до фебруара 1809. године враћа Жозефа на шпански престо.

## Пета коалиција
Успеси шпанских побуњеника подстакли су побуне у Немачкој. Оснивају се тајна друштва – тугебунди. Први је формиран 1808. године у Кенигзбергу, а само после годину дана постојало је 25 таквих друштава широм Немачке. Она врше тајну пропаганду против Наполеона бранећи тековине Француске револуције. У Аустрији је уз највеће финансијске напоре створена резервна армија од 150.000 људи и корпус тиролских стрелаца од 23.000 људи. Француско-руска сарадња се хлади. Наполеон је Александру предложио деобу Османског царства по којој би Аустрија добила западни Балкан, Русија источни и азијски део Турске, а Француска Египат, Сирију и Левант. Наполеон је предложио цару састанак на коме би се о томе расправљало. До њега је дошло 1808. године у Ерфурту. Руског цара је о неприликама у Шпанији извештавао тајно Шарл Морис Таљеран, тадашњи министар иностраних послова Француске. Под његовим утицајем, Александар је одбио споразум.
Почетком 1809. године избија устанак у Тиролу. Тамо је велико незадовољство изазвало узимање младића у француску војску. Од 1805. године Тирол је у саставу Баварске. Аустрија је истовремено објавила рат Француској. Закаснила је две недеље јер је Наполеон управо завршио ратовање у Шпанији. Пруска је одбила да се придружи Аустријанцима. Наполеон је на Немачку кренуо са 300.000 војника. Тако је нова, пета коалиција из 1809. године, била сведена на Аустрију и Велику Британију.
Наполеон наноси пораз Аустријанцима код Екмила. Већ 12. маја он улази у Беч. Надвојвода Карло прелази на леву обалу Дунава. Наполеон га гони и наноси му тежак пораз код Ваграма. Британци су покушали да се искрцају код места Флесинг у Холандији, али су потиснути. Истерао их је министар Фуше уз помоћ белгијске националне гарде. Аустрија је дефинитивно поражена што је означило и крај Тиролског устанка. Мировни уговор потписан је у Шенбруну 14. октобра 1809. године. Аустрија губи Галицију (са Краковом) која је подељена између Великог Варшавског војводства и Русије, део Горње Аустрије припојен Баварској и делове Хрватске, Словеније, Трст и Ријеку (са Истром и Далмацијом формирале Илирске провинције са центром у Љубљани).
Рат пете коалиције подстакао је неуспешне устанке широм Италије. Наполеон је то искористио да у потпуност уништи Папску државу. Папа Пије VII је ухапшен и затворен у Савони.
Рат пете коалиције довео је до делимичног пробоја Континенталне блокаде. Први ју је спровео сам холандски краљ, Наполеонов брат Луј Бонапарта, који 1809. године отвара неке луке за британске бродове. Наполеон га је критиковао, мада је и сам схватао да мора барем тајно пропустити део британске робе због несташица у Европи. Трговину је обављао бродовима неутралних земаља како би прикрио намере. Британци су већ 1809. године 47% своје трговинске размене обављали са Европом. Тако се 1809. година може узети за годину завршетка Континенталне блокаде, мада је она званично укинута тек 1814. године.

## Француско-руско непријатељство
Убрзо после Тилзитског мира почеле су се испољавати француско-руске супротности. Русе је забрињавала Наполеонова делатност у Пољској где је стварањем Великог Варшавског Војводства покушавао да обнови независну пољску државу и да је претвори у плацдарм против Русије. Наполеон ради против руских интереса на Балкану. Године 1811. у Паризу је откривена једна руска обавештајна мрежа што је веома наљутило француског цара. Руси нису ни покушавали да га умире већ су му послали ултиматум да евакуише Пруску у складу са одредбама Тилзитског мира. Наполеонове припреме за рат са Русијом отпочеле су већ 1810. године слањем појачања у Пољску. Почетком 1812. године Пруска и Аустрија закључују споразуме са Наполеоном против Русије. Метерних је тајно обавештавао руски двор о преговорима. Аустрија је ставила Наполеону 30.000, а Пруска 20.000 људи. На прагу лета 1812. године Наполеонова армија од скоро 500.000 људи, највећа у дотадашњој историји, била је спремна за поход. Наполеон је носио и 1600 топова.
Руске припреме састојале су се у модернизацији армије по француским узорима, што није завршено на време. Друга мера је била успешнија; стварање модерније артиљерије. Руси ће дочекати непријатеља са 1550 топова. Армија по бројности знатно заостаје за француском; Руса је било између 180.000 и 220.000. Водили су их Барклеј де Толи и Багратион. Наполеонов циљ било је остваривање светске власти; након Русије намеравао је напасти Индију. Руски циљ био је сламање Наполеонове хегемоније.

## Поход на Русију
Јуна 1812. године отпочео је француски поход преласком трупа преко реке Њемен. Руси су на почетку рата предложили преговоре. Када их је Наполеон одбио, више их нису нудили. Наполеон је желео да му Руси дају одлучну битку. Барклеј му је измицао остављајући иза себе спаљену земљу. Руси су упорно одмицали, а Французи су их упорно гонили. Обе армије трпе губитке због врућина, несташица хране, санитетског материјала и сл. Гину и људи и коњи. После готово двомесечне потере, прва већа битка вођена је код Смоленска (август). Смоленск је био потпуно уништен и спаљен, а Руси се повлаче. Французи имају велике губитке. Долази до сукоба унутар руске команде. Багратион је заступао сукоб са Французима, док је Барклеј желео да се настави са тактиком повлачења. Барклеј је смењен, а на његово место дошао је Михаил Иларионович Кутузов, ученик Александра Суворова. Он је наставио тактику повлачења знајући да против Наполеона нема шансе у отвореном сукобу. Међутим, Французи су се почетком септембра нашли пред Москвом. Кутузов није могао да преда град, мада је знао да у бици нема шансе. Тако је 7. септембра 1812. године вођена најкрвавија битка Наполеонове епохе, битка код Бородина. Вођена је од 5 сати ујутро до 6 сати поподне. Обе стране губе преко 50.000 војника и око 50 генерала, заједно са Багратионом. Руска војска је поражена. Наполеон је касније, на Светој Јелени, назвао битку код Бородина својом најтежом битком бележећи: Најстрашнија од свих мојих битака је она коју сам дао под Москвом. Французи су се у њој показали достојни да извојују победу, а Руси су се показали достојни да не буду побеђени.
Кутузов наређује повлачење те Французи 14. септембра улазе у Москву. Град је био пуст, а током вечери подметнути су пожари на неколико места. Изгорело је ¾ града, а сам Наполеон је морао да бежи из Кремља. Стрељано је 400 паликућа. Наполеон је 34 дана провео у Москви чекајући понуду за мир која није долазила. Тако је октобра издао наређење за покрет ка југу. Кутузов му се супротставио код места Малојарославец. Французи нису успели да пробију руску одбрану, а сам Наполеон умало је био заробљен. Након битке, француски цар је наредио повлачење. Кутузова армија кренула је у потеру и наносила је непријатељу велике губитке, заједно са партизанским одредима. Битком на Березини француска војска дефинитивно је поражена. Томе је допринела и оштра руска зима на коју Французи нису били навикнути. Наполеон је напустио главнину војске и сам кренуо ка Паризу у који стиже децембра. Рат је био изгубљен. Од читаве војске спасло се свега 30.000 људи.

## Шеста коалиција
Наполеон је у току зиме 1812/3. године на брзину образовао нову армију од 300.000 људи. Неискусна армија сукобила се са војском шесте коалиције. Она је створена марта 1813. године од стране Британије, Русије, Аустрије, Пруске и неких других Наполеонових до тада верних немачких држава. Наполеон је рат отпочео успешно добивши неколико већих битака у Немачкој: код Дрездена, Бауцена и Лицена. Међутим, одлучујућа битка вођена је од 16. до 18. октобра 1813. године код Лајпцига. Позната је и као „битка народа“. Саксонија и Шведска су пред битку прешли на страну коалиције. Наполеон је поражен у бици, а његово царство се расипа. Губи поседе на Балкану, у Немачкој и Италији. Одметнуо се и напуљски краљ, маршал Мира. Крајем 1813. године рат се преноси на територију Француске. Наполеон пружа жесток отпор и туче Блихерову војску код Бријена. Таљеран за то време отворено сарађује са непријатељем. Наполеон је у таквој ситуацији доживео слом. Руски цар Александар и пруски краљ улазе у Париз 31. марта 1814. године. Таљеран је три дана касније образовао нову владу док Наполеон још увек није ни био свргнут. Након саветовања са својим најбољим маршалима (Неј, Удино, Лефевр), Наполеон је донео одлуку о абдикацији. Савезници су му наметнули уговор о изгнанству на острво Елбу у Средоземном мору које му је дато на доживотно уживање, заједно са пратњом од 1000 војника. Наполеон је на Елби провео 10 месеци.

## Седма коалиција
Марија Лујза је након мужевљевог прогонства са сином отишла у Аустрију. У Француску се враћају Бурбони. Брат гиљотинираног краља, гроф од Провансе, ступио је на престо као Луј XVIII. Враћају се и француски емигранти на челу са бесним грофом од Артоа, будућим Шарлом X. Луј је по ступању на престо народу даровао нови устав, Повељу, којом је у Француској заведена буржоаска монархија. Група бивших Наполеонових функционера сковала је заверу у Паризу. Значајан догађај је Наполеоново искрцавање са 1000 војника у Жианском заливу 1. марта 1815. године. Циљ му је био освајање Француске без испаљеног метка.
Наполеон је кроз Алпе кренуо ка Греноблу. Изманеврисао је генерала Миолиса који је послат да га заустави. У Паризу га новине називају корзиканским чудовиштем и људождером. Близу Гренобла Наполеону се испречио одред краљевске војске под Лафреу, 30 пута јачи од Наполеонове гарде. Наполеон је на домету царске војске зауставио своју и сам изашао пред краљеве одреде позивајући их да пређу на његову страну. Уз повике: „Живео император“, краљеви одреди прилазе Наполеону. Луј шаље на Наполеона маршала Неја који обећава да ће га довести у гвозденом кавезу. Неј такође прилази бившем цару. У Паризу се појављује плакат: Наполеон – Лују Осамнаестом! Краљу, брате мој, не шаљи ми више војника, имам их довољно. Краљ 20. марта напушта Париз, а истог дана Наполеон стиже у Тиљери.
По доласку на власт, Наполеон покушава да уведе либерално царство. За министра унутрашњих послова поставио је бившег Робеспјеровца, Лазара Карноа, а Фуше, Коленкур и Декре добили су своје позиције. Питање одбране земље постало је доминантно током владавине сто дана. Покушај да се нагоди са Европом по систему статус кво није успео. Образована је седма коалиција. Карно предлаже стратегију општенародног одбрамбеног рата (попут 1793/4. године током јакобинског терора), али Наполеон не прихвата. Кренуо је у сусрет непријатељу.

### Наполеонов пад
Одлучујућа и последња Наполеонова битка вођена је у Белгији. Британско-холандско-пруске снаге предводили су Велингтон и Блихер. Наполеон односи победу у мањим, уводним биткама. Битка код Ватерлоа вођена је 18. јуна 1815. године. Главна борба водила се између Наполеона и Велингтона, док је Блихер остављен у резерви. Наполеон му је у сусрет послао Грушија. Груши је преваром навучен на мањи одред, док је Блихер стигао у помоћ Велингтону. Стигао је у час када је Велингтон већ био поражен. Био је то обрнути Маренго. Блихер је избавио коалицију и свежим снагама однео победу. Ствар је могла имати обрнути исход да је Груши, попут Луја Дезеа 1800. године, напао Блихера.
Наполеон је после пораза запао у апатију. Поново одбацује Карноову идеју о општенародном рату. Прихвата безусловну капитулацију и напушта Париз. Одлази у Рошфор где се 13. јула предаје Енглезима. Два дана касније укрцан је на брод који га одвози за далеко острво Свету Јелену, изгубљено у Атлантском океану. Тамо је провео последње године живота. Умро је 5. маја 1821. године.